# Mormonia pensacola
Mormonia pensacola är en fjärilsart som beskrevs av Reiff. Mormonia pensacola ingår i släktet Mormonia och familjen nattflyn. Inga underarter finns listade i Catalogue of Life.